# Asia Rugby Women's Championship 2024
L’Asia Rugby Women’s Championship 2024 fu il 13º campionato asiatico di rugby a 15 femminile.
Si tenne tra il 22 maggio e il 1º giugno 2024 a Hong Kong fra tre selezioni nazionali: quella del Paese ospite, quella delle campionesse uscenti del Giappone e quella del Kazakistan, che si affrontarono a girone unico di sola andata.
Il torneo servì da qualificazione diretta alla Coppa del Mondo 2025; alla squadra vincitrice, infatti, era riservato l'accesso alla competizione mondiale in Inghilterra, oltre che l'ammissione al WXV 2 2024.
Alla seconda classificata fu riservato un piazzamento nel WXV 3 2024 con possibilità di concorrere a un posto alla Coppa del Mondo.
Il torneo fu vinto per la quinta volta dalle giapponesi, che si assicurarono al contempo la qualificazione al mondiale e il posto nel WXV 2 in Sudafrica; il secondo posto fu invece appannaggio di Hong Kong che batté nell'ultima giornata di torneo il Kazakistan guadagnando l'accesso al WXV 3 a Dubai.
Il valore delle marcature, come stabilito da World Rugby nel 2017, è: 5 punti per ciascuna meta (7 se trasformata), 7 punti per la meta tecnica, 3 punti per la realizzazione di ciascun calcio piazzato, idem per il drop.

## Squadre partecipanti
- Giappone
- Hong Kong
- Kazakistan

## Risultati
| Arbitro: | Christabelle Lim |

|                       |      |                                      |
| Forrest 67’ Chong 78’ | mt   | 7’ Kagawa 25’, 70’ Nagata 76’ Hatada |
| Z. Smith 67’          | tr   | 7’, 70’, 76’ Otsuka                  |
|                       | c.p. | 65’ Otsuka                           |

| Arbitro: | Sunny Lee |

| |    |  |
| Kato 3’ Hirotsu 7’ Nagai 16’ Nagata 30’ Sato 37’ Yoshimura 52’ Mine 55’ Abe 61’ Machida 72’ Otsuka 76’ | mt |  |
| Otsuka 3’, 7’, 37’, 52’, 61’, 72’, 76’                                                                 | tr |  |

| Arbitro: | Tasuku Kawahara |

|                                    |      |  |
| Chong 21’ Olson-Thorne 50’ Lau 59’ | mt   |  |
| Z. Smith 21’, 59’                  | tr   |  |
| Z. Smith 44’                       | c.p. |  |

## Classifica
| Pos | Squadra    | G | V | N | P | PF | PS | DP  | BMP | Pt |
| --- | ---------- | - | - | - | - | -- | -- | --- | --- | -- |
| 1   | Giappone   | 2 | 2 | 0 | 0 | 93 | 12 | +81 | 2   | 10 |
| 2   | Hong Kong  | 2 | 1 | 0 | 1 | 34 | 29 | +5  | 0   | 4  |
| 3   | Kazakistan | 2 | 0 | 0 | 2 | 0  | 86 | −86 | 0   | 0  |